# نلسونز کراسینگ (کالیفرنیا)
نلسونز کراسینگ (به انگلیسی: Nelsons Crossing) یک منطقهٔ مسکونی در ایالات متحده آمریکا است که در شهرستان بیوت، کالیفرنیا واقع شده‌است. نلسونز کراسینگ ۹۴۶ متر بالاتر از سطح دریا واقع شده‌است.